# Nomad Rock
Der Nomad Rock (englisch für Nomadenfelsen, in Argentinien gleichbedeutend Roca Nómade) ist ein isolierter Klippenfelsen in der Bransfieldstraße. Er liegt 15 km nordöstlich des Kap Legoupil sowie 8 km vor der Nordküste der Trinity-Halbinsel im Norden des Grahamlands auf der Antarktischen Halbinsel.
Das UK Antarctic Place-Names Committee entschied sich 1957 zu einer allegorischen Benennung, welche die Verwirrungen um Korrekturen und Änderungen von Namensgebungen und Positionsbestimmungen geographischer Objekte in diesem Gebiet widerspiegeln soll.